# ニール・ヤング (アルバム)
『ニール・ヤング』（Neil Young）はカナダ/アメリカのミュージシャンであるニール・ヤングが、1968年にバッファロー・スプリングフィールドを離脱したあとにリプリーズ・レコードからリリースしたスタジオ・アルバム（RS 6317）。
1969年1月22日にリリースされ、'CSG mix'とも呼ばれた。一部をリミックスされて1969年の晩夏に再リリースされたが、Billboard 200にチャートインすることはなかった。

## リリース履歴
最初にリリースされたアルバムではHaeco-CSGを用いてマスタリングされていた。この技術はステレオレコードにモノラル用レコードプレーヤーとの互換性を持たせるものだが、音質を劣化させるという副作用があった。ヤングは最初のリリースに不満を持っていた。「最初のミックスは酷いものだ。これの響き方が嫌で、自分の声を埋めようとしてた」とキャッシュボックス誌1969年9月6日版で語っている
そこで、アルバムは部分的にHaeco-CSG処理を通さずにリミックスされて再リリースされた。オリジナルのアルバムのほとんどの曲は、Haeco-CSG処理が施されていなかったのでそのまま再リリースされた。リミックスされたのはマスターテープが置き換えられた「もし、彼女が今夜来たならば」、「ヒア・ウィー・アー」と「人生の地点」の3曲だけだった。"Neil Young" という文字がジャケット上部に追加されたのは、オリジナルジャケットの在庫を使い切ってからなので、オリジナルのジャケットで2種類のミックスが販売された。最初のミックスのレコードは今では非常に珍しく、リミックスが曲、特に「ヒア・ウィー・アー」を劣化させたと信じるニール・ヤングのファンの間で非常に人気がある。
『ニール・ヤング』は、ニール・ヤング・アーカイブのオリジナル・リリース・シリーズの一環としてリマスターされ、2009年7月14日にHDCD方式でエンコードされたコンパクトディスクとデジタル・ダウンロードとしてリリースされた。また、2009年12月にオーディオマニア向けのビニール盤が、個別に、または公式ウェブサイトから入手できるヤングの最初の4枚のLPのボックスセットの一部としてリリースされた。このボックスセットは1000せっと限定だった。リマスター版は個別のCDとしてリリースされたほか、2009年に米国で、2012年にヨーロッパでリリースされたCD4枚組ボックスセットの『オフィシャル・リリース・シリーズ ディスク1-4』のディスク1としてもリリースされた。CSG処理アルバムと非CSG処理アルバムの両方のハイレゾディジタルファイルは、ニール・ヤング・アーカイブのウェブサイトの購読者が利用することができる。

## 評価
| 専門評論家によるレビュー | 専門評論家によるレビュー |
| レビュー・スコア         | レビュー・スコア         |
| 出典                     | 評価                     |
| ------------------------ | ------------------------ |
| AllMusic                 | [ 6 ]                    |
| Pitchfork                | 7.8/10                   |
| Rolling Stone            | favorable                |

ローリング・ストーン誌は「多くの点で、このスプリングフィールドのサウンドの楽しい再現が、新しい方法で行われた」と書いている。オールミュージックの回顧的レビューは「ヤングのソロキャリアの、不揃いで控えめな導入」と表現した。

## 収録曲
特記あるものを除き、作詞作曲ニール・ヤング。「オールド・ラフィング・レディ」、「ウィスキー・ブーツ・ヒルのストリング・カルテット」および「愛し続けていたのに」の編曲はヤング、ジャック・ニッチェおよびライ・クーダーが担当。演奏時間は1969年のオリジナルのレコード（カタログ番号 RS 6317）準拠。
| #  | タイトル                                                   | 作詞 | 作曲・編曲 | 時間 |
| -- | ---------------------------------------------------------- | ---- | ---------- | ---- |
| 1. | 「ワイオミングの皇帝 The Emperor of Wyoming」              |      |            | 2:14 |
| 2. | 「ローナー The Loner」                                     |      |            | 3:55 |
| 3. | 「もし、彼女が今夜来たならば If I Could Have Her Tonight」 |      |            | 2:15 |
| 4. | 「君を待ち続けて I've Been Waiting for You」               |      |            | 2:30 |
| 5. | 「オールド・ラフィング・レディ The Old Laughing Lady」     |      |            | 5:05 |

| #   | タイトル | 作詞 | 作曲・編曲 | 時間 |
| --- | --- | ---- | ---------- | ---- |
| 6.  | 「ウィスキー・ブーツ・ヒルのストリング・カルテット String Quartet from Whiskey Boot Hill （ジャック・ニッチェ）」 |      |            | 1:04 |
| 7.  | 「ヒア・ウィー・アー Here We Are in the Years」                                                                   |      |            | 3:27 |
| 8.  | 「人生の地点 What Did You Do to My Life?」                                                                        |      |            | 2:00 |
| 9.  | 「愛し続けていたのに I've Loved Her So Long」                                                                     |      |            | 2:40 |
| 10. | 「タルサへの最後の旅 The Last Trip to Tulsa」                                                                     |      |            | 9:25 |

## 参加ミュージシャン
- ニール・ヤング – ボーカル、ギター、ピアノ、シンセサイザー、ハープシコード、パイプオルガン、制作
- ライ・クーダー – ギター、制作
- ジャック・ニッチェ – エレクトリックピアノ、編曲、制作
- ジム・メッシーナ、キャロル・ケイ – ベース
- ジョージ・グランサム（英語版）、アール・パーマー – ドラムス
- メリー・クレイトン、ブレンダ・ホロウェイ（英語版）、パトリス・ホロウェイ（英語版）、グロリア・リチェッタ・ジョーンズ（英語版）、シェリー・マシューズ（英語版）、グラシア・ニッチェ、 – バッキング・ボーカル
- 不詳 - トランペット、トロンボーン、テナー・サクソフォーン、フレンチ・ホルン、クラリネット、ティンパニ、ストリングス

制作
- デイビッド・ブリッグス（英語版） – 制作
- デイル・バチェラー、ドン・ランディー、マーク・リチャードソン、ヘンリー・サスコウスキ – 技術
- リク・ペコネン – 編曲、技術
- ダニー・ケリー – 写真
- エド・スラッシャー（英語版） – アルバムの美術監督
- ローランド・ディール – ジャケットイラスト

## チャート
| チャート（1971年）    | 最高 順位 |
| --------------------- | --------- |
| 日本 アルバムチャート | 84        |